# غاستون أمسون
غاستون أمسون (بالفرنسية: Gaston Amson)‏ (17 نوفمبر 1883 - 16 يوليو 1960)، هُو مبارز فرنسي حصل على ميدالية فضية وميدالية برونزية في دورة الألعاب الأولمبية الصيفية 1920، وحصل أيضا على ميدالية فضية في دورة الألعاب الأولمبية الصيفية 1928.

## روابط خارجية
- غاستون أمسون على موقع أوليمبيديا (الإنجليزية)